# Octonoba tanakai
Octonoba tanakai är en spindelart som beskrevs av Yoshida 1981. Octonoba tanakai ingår i släktet Octonoba och familjen krusnätsspindlar. Inga underarter finns listade i Catalogue of Life.